# Dalc'homp Sonj
Dalc'homp Soñj, creada en 1981, és una associació amb l'objectiu principal de participar en la vulgarització de la història de Bretanya i dels països cèltics.
La seva principal activitat en els darrers anys ha est l'edició d'obres històriques en cinc col·leccions: biografies, història local, Tramor, consagrada als altres països cèltics, Buhez bro an Oriant, consagrada al País d'An Oriant, Estudis i recerques, consagrat a treballs universitaris. Depèn de l'Institut Cultural de Bretanya. És la revista de la Maison de l'Histoire de Bretagne.